# Partito della Felicità
Il Partito della Felicità (in turco Saadet Partisi) è un partito politico turco, costituente il ramo politico del movimento islamista Millî Görüş. Il partito si costituì nel 2001 in seguito allo scioglimento del Partito della Virtù, accogliendone il ramo tradizionalista; il ramo riformista confluì invece nel Partito della Giustizia e dello Sviluppo. Il partito, malgrado i magri risultati in ambito elettorale, possiede comunque una notevole struttura organizzativa e una forte base di sostenitori, tale che spesso svolge più una funzione sociale che politica.